# Луї Амека
Луї Амека Очанга (фр. Louis Ameka Autchanga, нар. 3 жовтня 1996) — габонський футболіст, атакувальний півзахисник клубу МАС та національної збірної Габону.

## Клубна кар'єра
Розпочав займатись футболом на батьківщині у клубі «Мунана», де і розпочав виступи на дорослому рівні, ставши з командою чемпіоном Габону у 2016 і 2017 роках.
2018 року відправився до Франції, ставши гравцем клубу другого дивізіону країни «Ніора», де провів три сезони, але основним гравцем так і не став, через що влітку 2021 року повернувся до Африки і став гравцем марокканського МАСа.

## Міжнародна кар'єра
Виступав за збірні Габону до 17 та 23 років. 10 червня 2017 року дебютував у складі національної збірної Габону у грі відбору на Кубок африканських націй 2019 року проти Малі (1:2).
На початку 2022 року потрапив до заявки збірної на Кубок африканських націй у Камеруні, де зіграв у всіх чотирьох матчах і дійшов з командою до 1/8 фіналу.